# 국가사이버안보센터
국가사이버안보센터(國家사이버安保센터, National Cyber Security Center; NCSC)는 대한민국 국가정보원의 산하기관이다. 2003년 1·25 인터넷 대란을 계기로 국가기간통신망을 보호하기 위해 2004년 2월 20일 '국가사이버안전센터'로 최초 설립되었으며 2021년 1월 1일 현재의 명칭인 국가사이버안보센터로 변경됐다.

## 역사
노무현 대통령은 IT에 대한 의지가 확고했던 사람이었으며, 국가사이버안전센터의 설립 역시 그에 의해 적극적으로 추진되었다. 이와 같은 행보는 오늘날 대한민국 사이버 보안의 초석을 놓았다.
2011년 8월 25일, 국정원이 이례적으로 국가사이버안전센터를 언론에 공개했다. 이 센터가 관리·통제하고 있는 공공기관은 4천500개에 이르며 하루 수집하는 사이버 공격 정보는 평균 2억5천만건이나 된다. 상황실 정면에 LCD(액정표시장치) 모니터 80개로 만들어진 대형 관제 화면이 눈에 들어왔다. 여기에는 전세계에서 실시간으로 해커의 공격이 시작되고 있는 IP의 지역이 표시된다. 붉은색으로 표시되는 공격 지역으로 볼 때 미국발 혹은 중국발 해킹 공격이 활발하다. 이곳에서 요원들은 사고관리시스템, 예보시스템, 통합정보공유시스템 등을 운용해 24시간 해킹 위험을 감시한다. 센터 관계자는 "1천800개의 탐지 기술을 이용해 해킹 정도를 파악한다"며 "위기 상황이라고 판단되면 문자메시지로 즉시 관련 기관에 통보하기도 한다"고 말했다.
2015년 3월 10일, 미국의 사이버 보안 전문가이자 미래 범죄 이론가인 마크 굿맨은 시카고 국제문제협의회(CCGA) 초청 강연회에서 연합뉴스와 만나 우리 정부 차원의 사이버 보안 시스템에 대해 이같이 진단했다. "한국은 국가사이버안전센터(NCSC)와 사이버테러대응센터가 수준 높은 기능을 수행하고 있고 인터폴과의 공조 체제도 잘 구축돼 있다"고 평했다.
2021년 1월 1일, 국가정보원법 및 사이버안보업무규정 제·개정에 따라 '국가사이버안보센터'로 명칭이 변경되었다.

## 문제점
2013년 기준으로, 대통령 훈령을 근거로 국정원에 설치된 국가사이버안전센터를 법률에 근거를 둔 기구로 격상시키고 민간 부문에 대한 관리·조사 권한을 강화하는 내용이다. 유사 법안이 앞서 2006년과 2008년 발의됐지만 ‘사이버국가보안법’이라는 비판에 부딪혀 논의 단계에서 폐기됐다.
2019년 기준으로, 관계 당국은 미국 FBI와 중앙정보국(CIA)은 물론 각국 정보기관 및 보안기관, 국제 금융 당국의 사이버 관련 부서와 협조해 북한의 사이버 침투에 대응해야 한다. 국정원·경찰 등 사이버대응팀은 안보 수사 전문 인력의 능력을 재점검하고 북한 사이버 공작기구의 조직·기술 등을 탐지해 해킹 공격을 차단해야 한다. 그런데 국정원의 국가사이버안전센터는 대통령훈령 제267호 ‘국가 사이버 안전 관리규정’에 따라 운영되기 때문에 권한이 낮아 사이버 관계기관 조정 통합이 어렵다. 따라서 이를 법률로 제정해 북한의 사이버 침투에 대비한 통합 조정 대응력 강화가 절실하다.
NCSC의 원조인 영국은 정보국인 GCHQ 산하기관으로 영국 NCSC를 설치해 운영하고 있다.
미국의 경우, 2018년 도널드 트럼프 대통령은 사이버보안 및 인프라 보안국 법률에 의거해서 CISA(사이버보안 및 인프라 보안국)를 국토안보부에 설립했다.

## 전세계 NCSC
National Cyber Security Centre(NCSC)라는 이름을 똑같이 사용하는 나라들이 많다.
- 아일랜드 NCSC
- 대한민국 NCSC
- 영국 NCSC
- 리투아니아 NCSC
- 네덜란드 NCSC
- 아일랜드 NCSC
- 독일, National Cyberdefence Centre
- 노르웨이, Norwegian Cyber Defence Force

## 같이 보기
- DoS 공격
- 해킹
- 인터넷 보안
- 사이버전쟁
- 대한민국 국가정보원
- 국군사이버사령부(대한민국 국방부 산하, 2010년 창설)
- 1·25 인터넷 대란